# The Evil Queen
The Evil Queen es el vigésimo episodio de la segunda temporada de la serie de televisión estadounidense de fantasía y drama, Once Upon a Time. El episodio se transmitió originalmente en los Estados Unidos el 28 de abril de 2013, mientras que en América Latina el episodio debutó el 6 de junio de 2013.
En este episodio Regina se une a Garfio para poner en marcha su más reciente plan: apoderarse de un gatillo que le permitirá destruir a Storybrooke y matar a todos sus habitantes en el progreso, mientras ella y Henry viajan a salvo al bosque encantado. Mientras en el pasado de los cuentos de hadas, la reina malvada se somete a una transformación mágica para poder asesinar a Blancanieves.        

## Argumento

### En el pasado del Bosque Encantado
La reina malvada junto a sus súbditos empiezan una búsqueda por Blancanieves en un pueblo donde a pesar de sobornar a los aldeanos e incriminar a la princesa como la asesina de su propio padre, los aldeanos se niegan a traicionarla. Enfurecida la reina ordena la muerte de todos los aldeanos y busca la ayuda de Rumplestiltskin para encontrar a Blancanieves, el antiguo mentor de la villana le ofrece transformarla en una campesina para tener la oportunidad de encontrar a la princesa, pero con la desventaja de poseer ningún poder mágico mientras este en esa forma. Como era de esperarse, Regina no piensa en las consecuencias de sus acciones y se somete voluntariamente al hechizo en su desesperación por vengarse de su enemiga.
Como una campesina, Regina se pasea por el pueblo donde se entera muy sorprendida que como la reina nadie la respeta, es objeto de burlas y todos la apodan la reina malvada. En un intento por detener a una multitud de burlarse de la reina, Regina termina siendo capturada por sus propios súbditos, quienes se encontraban a punto de ejecutarla de no ser por la intervención de la misma Blancanieves en persona, quien con sorprendentes habilidades de defensa y una maestría en tiro con arco, rescata sin saber a su peor enemiga. 
Durante los días en los que Regina se recupera de una herida que se hizo en su intento de ejecución, Blancanieves la atiende y le cuenta que a pesar de todas las cosas por las que ha pasado, aun cree que hay bondad en la reina. Poco después le cuenta la historia de una persona que la salvó de una muerte segura en un caballo descontrolado. Mientras las dos viajan por el bosque, Blancanieves queda horrorizada por descubrir que muchos aldeanos han sido ejecutados porque la estaban protegiendo y al ver la crueldad de su madrastra, esta cambia de opinión sobre ella. Regina como una campesina revela accidentalmente su identidad al señalar que la reina y la persona que salvó a Blancanieves cuando era una niña son la misma persona, un dato que la misma Blancanieves no le había revelado en un intento desesperado por probar que hay bondad en ella. Al ser descubierta Regina decide escapar hasta su castillo donde vuelve a ser transformada a su forma normal por Rumplestiltskin y tras comprender que nunca nadie la vera como una buena persona, decide aceptar su lado oscuro y castigar sus enemigos.

### En Storybrooke
Owen Flynn/Greg Mendell y Tamara mantienen preso al capitán Garfio y le ofrecen la oportunidad de ayudarlo a matar al Sr. Gold a cambio de que este les haga un favor primero.
En el puerto del pueblo, Regina escucha una conversación privada de Mary Margaret y David sobre sus planes para cuando estos regresen a la tierra de los cuentos de hadas, esto saca a Regina de todas sus dudas sobre el secreto que Emma le estaba ocultando. 
Al día siguiente, Regina visita a Henry para comentarle su nuevo plan: al apoderarse de un "gatillo mágico" podrá borrar a Storybrooke del mapa, matando a todos sus habitantes en el progreso. De esa manera ella y su hijo adoptivo podrán llevar una vida juntos en el bosque encantado sin nadie que se interponga entre los dos. Henry queda horrorizado por las intenciones de su madre adoptiva, lo que obliga a la villana a borrarle la memoria al niño.
En Granny's, Emma tropieza con Tamara y mientras ayuda a la actual novia de su pareja a recoger las cosas que tiro al suelo, Emma nota que la mujer tiene una lista con los nombres de cuentos de hadas de varios habitantes de Storybrooke. Debido a su más reciente descubrimiento, Emma decide comentarle de todo a su madre para pedirle ayuda y advertirle que tiene la sospecha de que Tamara es la "ella" de la que August quería advertirles. Pero al no tener respuesta de Mary Margaret, Emma termina viéndose en la obligación de involucrar a Henry, cuando el niño revela que había escuchado sus sospechas y que está dispuesto a ayudarla.
A pesar de saber la reacción de Henry por sus planes, Regina no cambia de opinión y decide salir adelante con su plan. De repente ante ella se aparece Garfio, quien le advierte que Greg/Owen y Tamara le pidieron que la capturara para ayudar a los forasteros con sus propios planes. Sin embargo el pirata afirma que está dispuesto ayudarla para honrar los últimos deseos de Cora.
Emma y Henry se escabullen dentro del departamento de Neal y Tamara para buscar toda evidencia que los ayuden a desenmascarar a Tamara. Los planes de madre e hijo terminan siendo interrumpidos ante la inminente llegada de Neal/Baelfire quien rápidamente los descubre y defiende a su novia de no ser mala. Emma de igual forma lo persuade para dejarla ver el interior de una tabla floja, pero en ella no hay nada que pruebe sus sospechas. 
Los dos villanos se dirigen al sótano de la biblioteca, lugar donde se encuentra oculto el gatillo, el cual a su vez está bajo protección de Maléfica, quien había sobrevivido a su lucha con Emma después de todo. Regina traiciona a Garfio al utilizarlo para distraer a Melefica mientras se apodera del gatillo. Para cuando la villana sube por el elevador confiada en el éxito de su plan, esta termina siendo acorralada por Garfio, Greg/Owen y Tamara, quienes se las arreglan para capturarla al haberse deshecho de los poderes mágicos de Regina con una ciencia que contrarresta la magia.

## Recepción

### Índices de audiencia
El episodio decayó en la audiencia, colocando un 2.0/6 entre de 18 a 49 con 7.16 millones de espectadores sintonizándolo.

### Críticas
Hilary Busis de Entertainment Weekly le dio puntos positivos: "¿Cómo se resuelve un problema como Regina? No me malentiendan: Lana Parrilla ciertamente le da una A al juego de Once semana tras semana, y los anti-héroes son mucho más interesantes que - villanos meramente malvados. Además, cualquiera que tenga un armario lleno de sombreros pequeños siempre serán capaces (y dignos) de nuestra atención. Pero aunque los escritores de Once han intentado capturar a Regina en un estado más limpio que la temporada pasada, esto ha sido y sigue siendo mucho más difícil empatizar con un personaje que toma muchos trasfondos cada vez que se le da un protagónico, encaminándose hasta la redención -- no importa qué tan bruja haya sido su madre".
Oliver Sava de A.V. Club le dio una muy negativa crítica, entregándole al episodio una D+ y argumentando: "Ha pasado un tiempo desde que Once Upon A Time tuvo un episodio tan malo como este, que combina un asqueroso abuso de magia con una trama muy predecible y una increíble rutina repetitiva. Por Dios, ¿Cuántas variaciones de Regina cazando a Blancanieves vamos a ver en este show?"